# 郭萬象
郭萬象（？—？），字文焕，陕西西安府高陵县人，明末清初政治人物。同進士出身。

## 生平
崇祯六年（1633年）癸酉科陕西鄉試第五十名舉人，崇禎七年（1634年），联登甲戌科進士，都察院观政，八年授河南鄢陵知县，十二年调曹县，十三年升礼部主客司主事，十五年调吏部稽勋司主事，改考功司，调文选司。

## 家族
曾祖郭拱，祖郭宜高，父郭光裕。子郭堯都，順治己亥進士。